# انقراض الإنسان

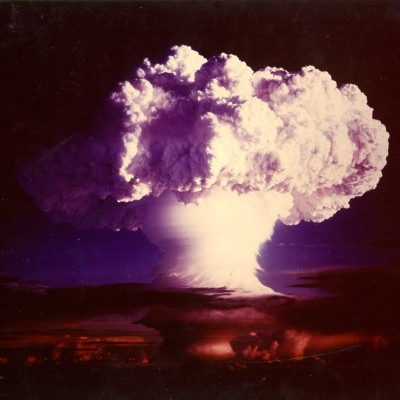
كانت الحرب النووية سبب متوقع في كثير من الأحيان لانقراض البشرية

في علم المستقبل، انقراض الإنسان أو الانقراض البشري هو افتراضية نهاية الجنس البشري التي قد تنجُم عن أسباب طبيعية أو قد يكون تأثير الإنسان على البيئة عاملا مُباشرا في هذا الانقراض.
يُعتبر احتمال انقراض البشرية في المستقبل القريب من خلال سيناريوهات عديدة من قبيل النيازك أو البراكين احتمالا ضعيفا جدا بل يكاد ينعدم. لكن انقراض البشرية بسبب الإنسان هو أمر ممكن وغير مُستبعد حسب ما أكدته العديد من الدراسات، فالإنسان نفسه قادر على إنهاء البشرية من خلال الإبادة النووية العالمية، الحروب البيولوجية أو الإفراج عن وباء قاتل، كما أن الانفجار الديمغرافي تدخل على الخط وبات أحد الأسباب التي قد تعلب دورا كبيرا في انقراض البشر، بالإضافة إلى الانهيار البيئي والتغير في المناخ؛ كما لاحظت دراسات أخرى أن التقنيات الناشئة يُمكن أن تُسبب وتساهم في الانقراض ولعل أبرزها الذكاء الاصطناعي المتقدم، التكنولوجيا الحيوية أو الروبوتات الصغيرة. هذا وتجدر الإشارة إلى أن احتمال انقراض البشرية في غضون مائة سنة القادمة بات موضوع نقاش فعال ومثيرا للجدل.

## المخاطر الوجودية
«المخاطر الوجودية» هي المخاطر التي تُهدد مستقبل الإنسانية، سواء عن طريق التسبب في انقراض البشرية أو تعويق التقدم البشري بشكل دائم.
كثير من العلماء كانوا قد لفتوا الانتباه إلى المخاطر الوجودية وحذروا منها، كونها قادرة على إنهاء حياة ومُستقبل عدد كبير من البشر؛ كما طالبوا بتخفيض هذه المخاطر الوجودية مُعتبرين أن أي مُبادرة بسيطة قد تكون ذات قيمة كبيرة في المستقبل القريب.
- كتب كارل ساغان في عام 1983: «إذًا نحن مطالبون بمُعايرة الانقراض من الناحية العددية، وأود أن أتأكد من عدد الناس الذين قد يعيشون في الأجيال القادمة ... فالمخاطر الوجودية قد تُسبب انقراض البشرية أكثر بمليون مرة مما قد تُسببه الحروب النووية التي تقتل مئات الملايين من الناس "فقط" ... هناك العديد من التدابير المُمكنة قصد تفادي الخسائر المحتملة والكارثية ومنها الثقافة والعلوم التطورية ودراسة تاريخ هذا الكوكب، وكذلك دراسة حياة أجدادنا الذين ساهموا في مستقبل أولادهم.[3]»
- كتب الفيلسوف ديريك بارفيت في عام 1984 عن موضوع انقراض الإنسان، حيث تحدث عن محور النفعية، مؤكدا على أن حياة كل إنسان مُتساوية وليس هناك فرق بين غني وفقير أو عالم وأُمِّي لأن القيمة الجوهرية للإنسان تتمثل في وجوده، بغض النظر عن مكان هذا الوجود أو زمانه كما وضح على أن المساحة التي يُولد فيها عدد كبير من الأرواح يجب أن تكون محفوظة في المستقبل وذلك من خلال توفير فرص عمل لهم، مما سيُسفر عن فائدة عظيمة وهذا سيؤدي بشكل مُباشر إلى تخفيض المخاطر الوجودية.[4]
- هناك احتمال لانقراض البشرية بنسبة 95% كونها انقرضت قبل 7,800,000 سنة حسب ج. ريتشارد غوت الذي ساهم في صياغة البرهان المُثير للجدل والذي يُعرف اليوم باسم برهان يوم القيامة.
- رفض الفيلسوف روبرت آدمز في عام 1989 ما توصل له الفيلسوف الآخر ديريك بارفيت وقد انتقد وجهة نظره القائمة على عدم التفرقة، أما آمز فقد تحدث عن أخلاقيات البشر وولائهم والتزاماتهم، مُفضلا بذلك بعض البشر عن غيرهم، وقد قال «هناك فعلا مشروع هائل لمستقبل البشرية ... فنحن نتطلع إلى مجتمع أفضل، أكثر عدلا، أكثر جدوى، وأكثر سلمية ... مصلحتنا في حياة أبنائنا وأحفادنا، على أمل أنهم سوف يكونون قادرين بدورهم على تمرير الحياة لأبنائهم وأحفادهم.[5]»
- جادل الفيلسوف نيك بوستروم عام 2013 حول موضوع انقراض البشر، حيث فضل الديموقراطية على التمييز؛ ويرى نيك أن منع الخطر الوجودي هو أولوية ومسؤولية فائقة الأهمية، ولا يهتم بنوع الأفراد الذين سيعيشون في المستقبل وما سيقدمونه للبشرية. وكان بارفيت قد فصل في هذا الموضوع بطريقة تكاد تكون رياضية؛ حيث قال: «إذا كانت هذه الأرض لا تزال صالحة للسكن بعد مرور مليار سنة، ثم ما زالت صالحة للاستقرار على الرغم من وجود أزيد من مليار بشري، فهناك احتمال 1016 (أو 10,000,000,000,000,000) سنة قد يعيش فيها الإنسان العادي على هذه الأرض.:453–4» أما بوستروم فيذهب أبعد من ذلك، مُشيرا إلى أنه إذا كان هذا الكون فارغ، فإنه قادر على تحمل أزيد من 1034 بشري؛ بل يُمكن أن يدعم ويستحمل أكثر من ذلك بكثير (ما مقداره 1054 حياة بشري على حد تعبيره).

## السيناريوهات المحتملة

### الكوارث
- قد تلعب الحروب النووية أو الحروب البيولوجية دورا كبيرا في انقراض البشرية، خاصة أن القرن الحادي والعشرين قد شهد سباقا كبيرا للتسلح وتجهيز ترسانات عملاقة وضخمة كتلك التي كانت موجودة في الحرب الباردة،[6] كما أن هناك افتراضية الحرب العالمية الثالثة التي قد تكون سببا في إبادة الجنس البشري.
- انتشار أو نشر وباء قاتل قد يكون عبارة عن فيروسات، بريونات، أو حتى مضادات حيوية للبكتيريا المقاومة. الأمثلة السابقة تشمل جائحة إنفلونزا التي كانت قد انتشرت عام 1918 وأهلكت سكان أمريكا الأصليين. فالوباء المميت قد يقتصر على البشر وحدهم، وهذا من شأنه أن يقلل من كثافة السكان، بل من شأنه أن يُبيدهم خاصة إذا تطور الوباء وانتشر على نطاق واسع، ومع ذلك يُمكن تفادي هذا السيناريو من خلال عزل السكان؛ لكن هذه الطريقة صعبة جدا وتكاد لا تُطبق على أرض الواقع.[7] وكان العديد من المسؤولين الأمريكيين قيموا ما قد يفعله الوباء في البشرية وهل هو قادر فعلا على «محو الإنسانية جمعاء»، حيث أكدوا على أن هذا يبدو من الناحية النظرية ممكن، إلا أنهم واثقون من أنه مُستحيل من الناحية العملية؛ حيث اعترفوا بقدرة باقي البلدان على «التدخل بفعالية» لوقف انتشار هذا الميكروب ومنع انقراض البشرية.[8]

- النمور الديموغرافي الكبير قد يكون سببا في هذا الانقراض، لكن انخفاض عدد السكان من خلال ولادة عدد أقل من الأطفال قد يبدو كحل لهذه المُشكلة، خاصة وأن النقص في عدد السكان يعني دول متقدمة أكثر، وتوزيع للتركيبة السكانية بشكل أفضل. تم في وقت سابق استقراء البيانات حول هذا الموضوع (أي موضوع الانفجار السكاني) وقد خلصت النتائج إلى أن الجنس البشري من المُفترض انقراضه قبل 3000 سنة قبل الميلاد لكن هذا لم يحصل لسبب من الأسباب، وكان جون أ. ليزلي قد قدر أنه إذا بقي مُعدل التكاثر في ألمانيا بهذه الوتيرة فإن هذه الدولة الأوروبية قد تفنى عام 2400. ومع ذلك، فإن علم الأحياء التطوري يُشير إلى أن التحول الديمغرافي قد يلعب الدور العكسي وقد يكون سببا مهما في المحافظة على النوع البشري.
- الكوارث الجيولوجية أو الكونية مثل تأثير اصطدام الأجرام القريبة من الأرض على الأرض نفسها، أو انفجار أشعة غاما الفتاكة قُرب مجرة درب التبانة، بالإضافة إلى البراكين الهائلة والثورات البركانية الضخمة التي قد تؤثر على المدى الطويل على البشرية خاصة تأثيرها على المناخ.

تُعتبر الأجرام القريبة من الأرض بمثابة منطقة تهديد لبقاء الكائنات الحية، وحتى إن لم تُسبب انقراض البشر فإنها تُخلف خسائر مادية وبشرية كبيرة سواء في النطاق المحلي، الإقليمي أو حتى الدولي.

### التهديدات بسبب تصرفات البشر
- التغيرات في الغلاف الجوي بسبب ما يفعله الإنسان في الأرض، قد تجعل هذه الأخيرة غير صالحة للسكن وبالتالي انقراض النوع البشري، بسبب ثقب في الأوزون على سبيل المثال لا الحصر، لأنه لو حصل هذا فسينتشر ثاني أكسيد الكربون السام بشكل كبير وبتركيزات عالية مما قد يتسبب في الوفاة بسبب الحماض التنفسي (تحمض الدم)، أو على الأقل الإصابة بأمراض فتاكة أو مُزمنة مدى الحياة، وكان العُلماء قد توقعوا انتشاراً كبير للمواد السامة في القرن الواحد والعشرين مما قد يؤدي إلى الإصابة بأمراض جسدية خطيرة وكذلك الأمراض العقلية كما قد يؤثر هذا على الظروف الصحية لجميع البشر. هذا وتجدر الإشارة إلى أن الحد الأقصى من ثنائي أوكسيد الكربون الذي يستطيع البشر استنشاقه أو بالأحرى العيش فيه لا يزال غير معروف، مما يعني فرضية انقراض أكثر وأكثر خاصة لو عجز الإنسان عن التكاثر بسبب الأخطار الذي تم ذكرها فوق.[11]
- هناك عدد كبير من الحيوانات الفقارية في تاريخ كوكب الأرض كانت قد نمت بشكل سريع وتطورت بطُرق غير مسبوقة لكن هذا التطور كان له عواقب مدمرة ووخيمة خاصة على باقي كائنات الأرض في تلك الفترة. ربما اليوم يحدث نفس الشيء، حيث أن كوكب الأرض يشهد نموا سكانيا رهيبا؛ فقد ارتفع عدد السكان من مليار واحد عام 1800 إلى مليارين عام 1930، ثم وصل إلى أكثر من 7 مليارات بحلول عام 2018، وهذا يعني بشكل مباشر أو غير مباشر ضرورة توفير المزيد من المنتوجات الأولية ثم زيادة استخدام الأراضي على حساب المجال الغابوي،[12] وكان مركز التنوع البيولوجي قد أكد على أن النمو الديموغرافي السريع سوف يؤدي في نهاية المطاف إلى انقراض مجموعة من الحيوانات الأخرى التي تلعب دورا مهما في بقاء الإنسان، كما أن هذا النمو سيتجاوز قدرة البيئة وبالتالي سوف يؤثر على كفائتها.[13] الأدلة تُشير إلى أن معدلات الولادة قد تشهد ارتفاعا صاروخيا في القرن ال21 في العالم المتقدم،[14] وهذا ما أكدهُ هانز روزلنج الطبيب والإحصائي في الأكاديمية السويدية، حيث توقع أن عدد سكان العالم قد يتجاوز 12 مليارا في وقت قريب.[15]
- في أقل من مليار سنة من الآن، قد يزيد سطوع الشمس عن معدلاتها الاعتيادية وذلك بسبب نقص الهيدروجين وهذا سيعني بشكل مُباشر زيادة سخونة الطبقات الخارجية التي قد تُسبب هي الأخرى تبخر الأقطاب الجليدية مما يعني ارتفاع المجال المائي مُقارنة مع اليابسة التي يعيش عليها البشر.[16] ليس هذا فقط؛ لأنه قبل هذا الوقت كان مستوى ثاني أكسيد الكربون في الغلاف الجوي منخفض جدا ويدعم الحياة النباتية، أما اليوم فهو يُؤثر عليها ويُساهم في تدمير السلاسل الغذائية.[17]

- بعد سبع إلى ثمانية مليارات سنة من الآن، إذا كان بُعد الشمس لم يُصبح بعد كبُعد العملاق الأحمر فإن الأرض على الأرجح ستنتقل إلى مرحلة العملاق المُقارب وتتدمر نتيجة لذلك.[18][19]

### حوادث التكنولوجيا
في حالة ما لم يقم الجنس البشري بتنظيم التقدم العلمي، فإن هذا قد يكون سببا في انقراضه وذلك نتيجة للاستخدام الغير العقلاني للتكنولوجيات الجديدة، بعض السيناريوهات تشمل:
- المبدعين من كيان الذكاء الخارق كانوا يهدفون إلى البحث عن طُرق تؤدي إلى «إبادة» الجنس البشري.[20]
- استهلاك الروبوتات ذاتية التكرار محل كل صور المادة على الكرة الأرضية، وتُعرف هذه العملية بتكنولوجيا النانو الجزيئية تحديدا غراي غو، مما يعني تدمير النظام البيئي للأرض (إيكوفاجي).[21]
- إنشاء ثقب أسود دقيق على الأرض خلال تجربة علمية، أو غيرها من الحوادث التي قد تحصل بسبب التجارب العلمية (التي تتطلب تجربة عملية وليست نظرية فقط) من أجل استكشاف فيزياء الجسيمات واستيفاء البحوث حول هذا الموضوع، فمثلا عند تجربة فراغ المرحلة الانتقالية كانت هناك مخاوف بشأن مصادم الهدرونات الكبير في سيرن، كما شاب العلماء خوف شديد باعتبار أن تصادم البروتونات بسرعة قريبة من سرعة الضوء سوف يؤدي بشكل مُباشر إلى خلق ثقب أسود قد يتسبب في انقراض البشر.[22][23]

### المزيد من السيناريوهات
(اصطدام الأجرام. وانفجار أشعة غاما في مجرة درب التبانة  سبق ذكرها أعلاه.)
- غزو الأرض من قبل قوة مُتفوقة عسكريا تعيش خارج الأرض، لكن هذا الأمر مُستبعد حيث غالبا ما يُعتبر هذا السيناريو فكرة من عوالم الخيال العلمي إلا أن مجموعة من الباحثين والمُتخصصين في هذا المجال قد أكدوا على ضرورة النظر بجدية إلى هذا الاحتمال خاصة أن هناك بحث جاري عن ذكاء خارج الأرض، وبالرغم من كل هذا يبقى هذا الاحتمال بعيدا وغير مرجح.

### تطور الأنواع
كان لتطور الإنسان دور مُهم في استمرارية تغيير البشر على مر الأزمنة الجيولوجية، وعلى الرغم من أن هذا لا يُناسب فعليا تسميات التصنيف التفرعي الحيوي إلا أن هناك إمكانية نشوء نوع جديد مستمر ومتطور من البشر يُكافح مفهوم الانقراض ويتكيف مع كل الظروف كيف ما كانت قساوتها، لكن هذا يعني انقراض نوع آخر لم يستطع التكيف مع الشروط الجديدة للحياة، وبالرغم من كل هذا تبقى هذه النظرية مُستبعد جدا في صفوف البشر كونه غير قادر على الانقسام إلى أنواع متعددة على الأقل في الفترة الحالية.
كانت هناك بعض السيناريوهات التي تُصور أن البشر بإمكانهم استخدام الهندسة الوراثية والتكنولوجيا قصد إجراء تعديلات على جنسهم وذلك بهدف تقسيم البشر إلى صنف العاديين وصنف جديد يتميز بالعبقرية والتفوق والقدرة على التكيف وسط كل الظروف. هذه الصنف يُمكن أن يكون مختلفا اختلافا جذريا عن أي شكل من أشكال البشر الذين عاشوا على هذه الأرض من قبل، والفكرة السائدة في الوقت الحالي هي دمج مميزات البشر مع الأنظمة التكنولوجية والحصول على إنسان خارق. مثل هذه السيناريوهات تعني بشكل مُباشر انقراض الصنف «القديم» وعيش الجنس البشري الجديد.

## تصور وردود فعل الإنسان حول خطر انقراضه

### التقديرات
انقراض الإنسان لم يسبق أن حصل في التاريخ كما حصل مع أنواع أخرى مِن قبيل الديناصورات، لذلك فالتكهنات حول سيناريوهات انقراض البشر مُختلف نوعا ما؛ كما أن هناك بعض السيناريوهات الذاتية؛ فمثلا يقول نيك بوستروم أن مُعظم السيناريوهات «مضللة» وأنه لا يُمكننا افتراض ما قد يحصل، إلا أن انقراض البشر هي حقيقة موجودة بنسبة قد تصل إلى 25% وأن الجنس البشري تنتظره «مهمة صعبة»، لذلك يجب عليه الاستعداد وتوفير كل الاحتياطات اللازمة من المرة الأولى، باعتبار أن «الخطر الوجودي» لا يُوفر فرصة أخرى للتعلم من الفشل، بينما يرى الفيلسوف جون ليزلي أن هناك فرصة 70% تُؤكد على استمرار عيش البشر أزيد من 5 قرون من الآن بالرغم من كل المخاطر، هذا وتجدر الإشارة إلى أن ليزلي كان ولا زال من أشد المُعارضين لما عُرف ببرهان يوم القيامة.
في عام 2006 صَدر تقرير ستيرن عن الخزانة في المملكة المتحدة والذي افترض أن البشر أمامه 100 سنة فقط ثم ينقرض وذلك بناءا على مجموعة من الحسابات الاقتصادية في الدولة.
يَعتقد العديد من العلماء أن بعض السيناريوهات العالمية مثل الحروب النووية قد لا تكون كافية للقضاء على كل البشر في الأرض.
فمثلا يرى الفيزيائي ويلارد أن سيناريو الانقراض بسبب الحروب النووية لا يحمل في طياته أي مصداقية، لأنه في هذه الحالة يحب الوصول إلى مجموعة متنوعة من المجالات وتدميرها بما في ذلك مترو الانفاق تحت الأرض في المدن الكبرى، جبال التبت، الجزر النائية جنوب المحيط الهادئ، وحتى قاعدة ماك موردو في القارة القطبية الجنوبية التي لديها خطط للطوارئ والإمدادات لفترة طويلة في حالة ما عانت من العزلة. وبالإضافة إلى ذلك، فالحُكومات هيَّأت وجهزت مخابئ وملاجئ تستطيع الصمود عند الهجوم النووي، وبالتالي فإن هذا الهجوم فعلا قد قد يُسبب خسائر فادحة في الأرواح البشرية، لكنه طبعا لن يُبيد الكل، كما يُضيف ليزلي قائلا فيما معناه: «فكرة انقراض البشر مشكوك فيها وليست ذات مصداقية أصلا ... قد نتوقع وفاة عدد كبير من البشر بسبب خطر من الأخطار سواء الطبيعية أو البشرية لكن أن يفنى الكل دفعة واحدة فهذا غير وارد.»

### علم النفس
يرى أليعازر يودكوسكي أن نظرية الإهمال تلعب دورا كبيرا في التصور العام للمخاطر الوجودية، حيث أن إهمال مُعظم البشر لهذا الموضوع يحعلهم غير مُبالين به وبما سيحصل ولو أن هذا في الحقيقة قائم وخطر الانقراض لا زال مُستمرا حتى يومنا هذا.
كل توقعات انقراض البشر السابقة أثبتها الزمان أنها كانت خاطئة وكاذبة، وهذا يجعل تحذيرات المُستقبل تبدو منعدمة المصداقية، حيث يقول نيك بوستروم أن عدم انقراض البشرية في الماضي هو دليل ضعيف على أنه لن يكون هناك أي انقراض للبشرية في المستقبل، وذلك بسبب مبدأ التحيز للناجين وغيرها من المبادئ الإنسانية.
بعض عُلَماء الاقتصاد السلوكي يدَّعون أن تأثير الموقف المتسلسل وغياب الأدلة جعل الموضوع ثانويا؛ ولم يُعطى حقه من الاهتمام بل لم يتم تسليط الضوء عليه إلا نادرا.
فمثلا الأزمات الاقتصادية تميل إلى أن تحدث مرة واحدة كل عشرين عاما في سوق الأسهم، لذلك فالتُجار أصبحوا مقتنعين أن الأوقات الجيدة (أوقات الربح) تستمر طويلا قبل أن تحدث العاصفة، أما التُجار المتشائمون الذين يفترضون في كل مرة انهيار السوق المالي فهم غالبا من يُركزون على ما في السوق ويتخوفون في كل مرة حتى لو كانت لهم دلائل وإحصائيات تؤكد على أن السوق المالي سيعرف ازدهارا كبيرا إلا أن مبدأ الشك، القلق والخوف لا يُفارقهم، نفس الأمر بالنسبة لموضوع انقراض البشر فمن يهتم بالموضوع هو الذي يعرف أين وصلت آخر تطوراته وهو الذي يتحدث دوما عن مخاطره وعن السيناريوهات المُحتملة حتى ولو لم يكن مُتأكدا منها، أما الذي تعود على سماع هذا الموضوع وفي كل مرة يُفاجئ أن شيئا من ذلك لم يحدث فهو الذي يهجره ولا يرغب مجددا في السماع أو القراءة عنه وحتى لو طالع أحد السيناريوهات وبدت له حقيقية فسُرعان ما ينكر ذلك نتيجة للخيبات التي تلقاها في نفس الموضوع من قبل.

### البحوث والمبادرات
على الرغم من للبحوث والمبادرات أهمية كبيرة وتأثير محسوب على المخاطر الوجودية من خلال تقليص فُرص تدميرها للكوكب وتعريف الناس عليها إلا أن هذه البحوث قليلة جدا بل تكاد تنعدم، ففي عام 2001 قال بوستروم:
| « | طبعا هناك أعمال كثيرة في الحياة الاعتيادية، لكن العمل من أجل مُحاربة الانقراض ليس ضمن هاته الأعمال! | » |

وعلى الرغم من أن المخاطر الوجودية أقل قابلية للإدارة من قبل الأفراد على غرار إدارتهم الشبه فعالة للمخاطر الصحية
فوفقا لكل من كين أوليم، جوشوا كنوب، ألكسندر فيلينكين، فإن إمكانية انقراض الإنسان ليس لها أي آثار عملية _على الأقل في الوقت الحالي_ فعلى سبيل المثال، إذا كان برهان يوم القيامة «العالمي» برهانٌ مقبول، فلماذا يتغير مصدره (أي مصدر الانقراض) باستمرار؟ لماذا لا يثبت هذا البرهان على سبب أو كارثة واحدة؟ فهو في كل مرة يُرجح شيئا مختلفا عن سابقيه، وبالتالي ليس للبشر وسيلة أو تلك الكفاءة المطلوبة لمواجهته خاصة وأن سبب الانقراض يتيغير دائما؟
ثم يضيف الثلاثي قائلا: « ... فعلا يجب أن نكون أكثر قلقا بسبب أن عدد كبير من الكويكبات المحيطة أو القريبة منا لم يتم الكشف عنها بعد، لكن هذا لا يعني بالضرورة الخوف من أن بعض النجوم القريبة سوف تصبح سوبر نوفا!»
وكانت هناك منظمات متعددة تحركت قصد المٌساعدة على منع انقراض البشرية والحفاظ على تواجد الجنس البشري، ومن الأمثلة على ذلك معهد مستقبل الإنسانية، مركز دراسات الخطر الوجودي، معهد مستقبل الحياة، معهد الاستخبارات والبحوث ثم معهد المخاطر الكارثية العالمية.

## إبادة البشرية من خلال الجريمة
حتى الجريمة دخلت على الخط وباتت سببا من الأسباب التي قد تُبيد البشرية جمعاء، أما الجريمة الأكثر شيوعا فهي الانقراض من خلال الحروب النووية أو الحروب البيولوجية التي تم التطرق لها من قبل. ولكن يمكن يُمكن للإنسان أيضا أن ينقرض بسبب تصرفاته خاصة بسبب التأثير المميت الذي يفرضه على الطبيعة والذي قد يتسبب في وقت لاحق في كوارث بيئية مُدمرة.

## حلول
كان مجموعة من العُلماء قد اقترحوا حلا لهذه المسألة، وعلى رأسهم عالم الفيزياء الأمريكي ستيفن هوكينج الذي اقترح مُبادرةَ استعمار الكواكب الأخرى في النظام الشمسي، وذلك من أجل تحسين فُرص بقاء الإنسان في حالة ما حدثت حرب نووية عالمية، خاصة وأن باقي الكواكب قريبة إلى حد ما من الأرض ولا تختلف عنها كثيرا.
من الناحية الاقتصادية، فقد اقترح علماء هذا المجال إنشاء ملاجئ ومخابئ على الأرض قادرة على النجاة من كارثة عالمية. وكان الاقتصادي روبن هانسون قد صرح فيما مضى بأن وجود ملجأ دائم السكن لعدد قليل من الناس يُقدر مثلا بـ 100 شخص هو أمر رائع لأنه يُحسِّن فرص بقاء الإنسان ونجاته من مجموعة من الكوارث العالمية التي تُهدد وجوده في الوقت الحالي.

## في الثقافة الشعبية
تطرقت العديد من الأفلام والكتب لموضوع انقراض البشرية، كما تطرقت أُخرى لموضوع نهاية العالم الذي يعني بشكل أو بآخر انقراض البشرية، وقد زادت الكُتب المُفصلة في هذا الصدد خلال القرن الواحد والعشرين ولعل أبرزها كتاب العالم من دوننا للكاتب آلان فايسمان والذي اعتُبر تجربة فكرية مميزة خاضة بعدما طرح وتساءل فيه كاتبه عن مجموعة من الأسئلة الجوهرية والوجودية من قبيل: 
خطر الانقراض البشري وأهميته جعل عدد كبيرا جدا من الأفلام والمسلسلات تتطرق له، خاصة فئة الخيال العلمي؛ ولعل أولها ذلك الفيلم الصادر في مُنتصف القرن العشرين والذي حمل عنوان عندما تتصادم العوالم، ولو أن الفيلم لم يتحدث بشكل مُباشر عن خطر الانقراض إلا أنه وضح الفكرة بصفة عامة، ثم تلاه عدة أفلام برهنت جملة وتفصيلا عن أسباب الانقراض، فتارة تُرجح الحروب وتارة أخرى غزو الكائنات الفضائية ثم أحيانا الكوارث الطبيعية وهكذا، لكن فيلم أي آي: الذكاء الاصطناعي لمخرجه ستيفن سبيلبرغ يُعد الوحيد من نوعه الذي تطرق لنهاية البشر على يد التكنولوجيا وخاصة ما بات يُعرف بالذكاء الاصطناعي.